# Никашин, Алексей Иванович
Алексе́й Ива́нович Ника́шин (7 (20) февраля 1905, Москва — 12 июня 1943, Москва) — советский лётчик-испытатель, инженер-подполковник (1942).

## Биография
Из семьи мелкого служащего. Окончил в Москве начальное училище и 4-классное реальное училище в 1918 году.
В Красной Армии с марта 1920 года. С 1920 по 1924 годы служил в 5-м Московском стрелковом полку. Участвовал в советско-польской войне в 1920 году на Юго-Западном фронте. В 1923 году окончил вечерний рабочий электромеханический техникум (Москва). В 1924 году направлен учиться в Киевскую военную школу, но в январе 1925 года направлен в РККФ. Окончил Ленинградскую военно-теоретическую школу лётчиков в 1925 году, 1-ю военную школу лётчиков имени А. Ф. Мясникова в 1927 году и в том же году — Школу воздушного боя в Серпухове. С 1927 по 1930 годы служил в 5-й авиационной эскадрилье Белорусского военного округа, которая затем была переброшена на Дальний Восток. С 1929 года состоял в ВКП(б).
Принимал участие в боях лета-осени 1929 года во время конфликта на КВЖД в должности младшего летчика 5-й отдельной истребительной авиационной эскадрильи ВВС РККА, базировавшейся на Камень-Рыболов Приморского края. В ходе военных действий совершил серию боевых вылетов на истребителе Fokker D.XI, однако в боях против китайской авиации не участвовал, поскольку противник не принимал боя. В ходе боев у ст. Пограничная и за китайский город Мишаньфу принимал участие в штурмовке вражеских позиций и стратегических объектов, а также в непосредственной поддержке советской пехоты на поле боя.
Закончил Военно-воздушную академию РККФ в 1935 году. С мая 1935 года до конца жизни — на испытательной работе в НИИ ВВС в должности инженера-лётчика, в 1939 году стал ведущим инженером отдела сухопутной и специальной авиации в НИИ, с января 1941 — ведущий инженер 3-го отдела. Проводил испытания опытных самолётов Н. Н. Поликарпова,А. Н. Туполева, С. А. Лавочкина, В. П. Горбунова, М. И. Гудкова. Участвовал в испытании «летающего авианосца» В. С. Вахмистрова. Провёл заводские и государственные испытания истребителей ЛаГГ-1, ЛаГГ-3, Ла-5.
12 июня 1943 погиб при испытании истребителя Гу-1 (Гудкова). Взлетев с Центрального аэродрома (Москва), самолёт потерпел катастрофу в 10 км от места взлёта, в усадьбе Троице-Лыково (ныне в районе Строгино).
Похоронен на Новодевичьем кладбище.

## Награды
- Орден Красного Знамени (1930),
- Орден Красной Звезды (23.11.1942),
- Юбилейная медаль «XX лет Рабоче-Крестьянской Красной Армии» (23.02.1938).